# بیده (میبد)
بیده روستایی از توابع بخش بفروئيه در ۳ کیلومتری جنوب غربی شهرستان میبد استان یزد و در و ۵۳ کیلومتری شهر یزد واقع است.

## مشخصات
این روستا از شمال به روستای مهرجرد، از غرب به روستای ایستگاه میبد و از شمال شرق به شهر میبد محدود می‌شود. ارتفاع این روستا از سطح دریا در حدود ۱۱۰۰ متر است و اقلیمی گرم و خشک دارد.

## ساختار
بناهای روستای بیده پیشینهٔ تاریخی کهنی دارند. از جملهٔ این آثار می‌توان به آسیاب آبی، آرامگاه سید ابوالقاسم و خانه برونی و خانه ضیائی بیده میبد اشاره کرد. اکثر خانه‌های آن، در یک طبقه با سقف مسطح و پنجره‌های کوچک ساخته شده‌اند. برخی از خانه‌های روستا، سقف‌های گنبدی دارند. مصالح عمدهٔ به کار رفته در ساخت خانه‌ها شامل خشت، گل، آجر و آهن است. کوچه‌های روستا، تنگرو پیچ در پیچ است. معماری روستا چشم نواز است، که تحت تأثیر فضای کویری است. چشم‌انداز تپه‌های شنی پیرامون روستا، شگفت‌انگیز است.

## مردم‌شناسی
مردم روستای بیده به زبان فارسی با گویش یزدی سخن می‌گویند، مسلمان و پیرو مذهب شیعه جعفری هستند. براساس نتایج سرشماری سال ۱۳۷۵ روستای بیده در حدود ۱۱۵۶ نفر جمعیت داشته‌است که در سال ۱۳۸۵ به ۱۴۲۷ نفر افزایش یافته‌است.